# Arturo Guerra
Arturo Guerra (* 20. Januar 2001) ist ein spanischer Eishockeyspieler, der seit 2017 beim FC Barcelona unter Vertrag steht und mit dem Klub in der Superliga spielt.

## Karriere
Arturo Guerra begann seine Karriere beim Majadahonda HC im Großraum Madrid. 2017 wechselte er zum FC Barcelona, für den er im selben Jahr in der Superliga debütierte. 2021 und 2022 wurde er mit den Katalanen spanischer Meister.

### International
Für Spanien nahm Guerra im Juniorenbereich an den U18-Weltmeisterschaften 2018 und 2019 sowie der U20-Weltmeisterschaft 2020 jeweils in der Division II teil.
Sein Debüt in der Herren-Nationalmannschaft gab Guerra bei der Weltmeisterschaft der Division II 2023, als den Iberern nach zwölf Jahren die Rückkehr in die Division I gelang.

## Erfolge und Auszeichnungen
- 2018 Aufstieg in die Division II, Gruppe A, bei der U18-Weltmeisterschaft der Division II, Gruppe B
- 2021 Spanischer Meister mit dem FC Barcelona
- 2022 Spanischer Meister mit dem FC Barcelona
- 2023 Aufstieg in die Division I, Gruppe B, bei der Weltmeisterschaft der Division II, Gruppe A